# Aereo da addestramento

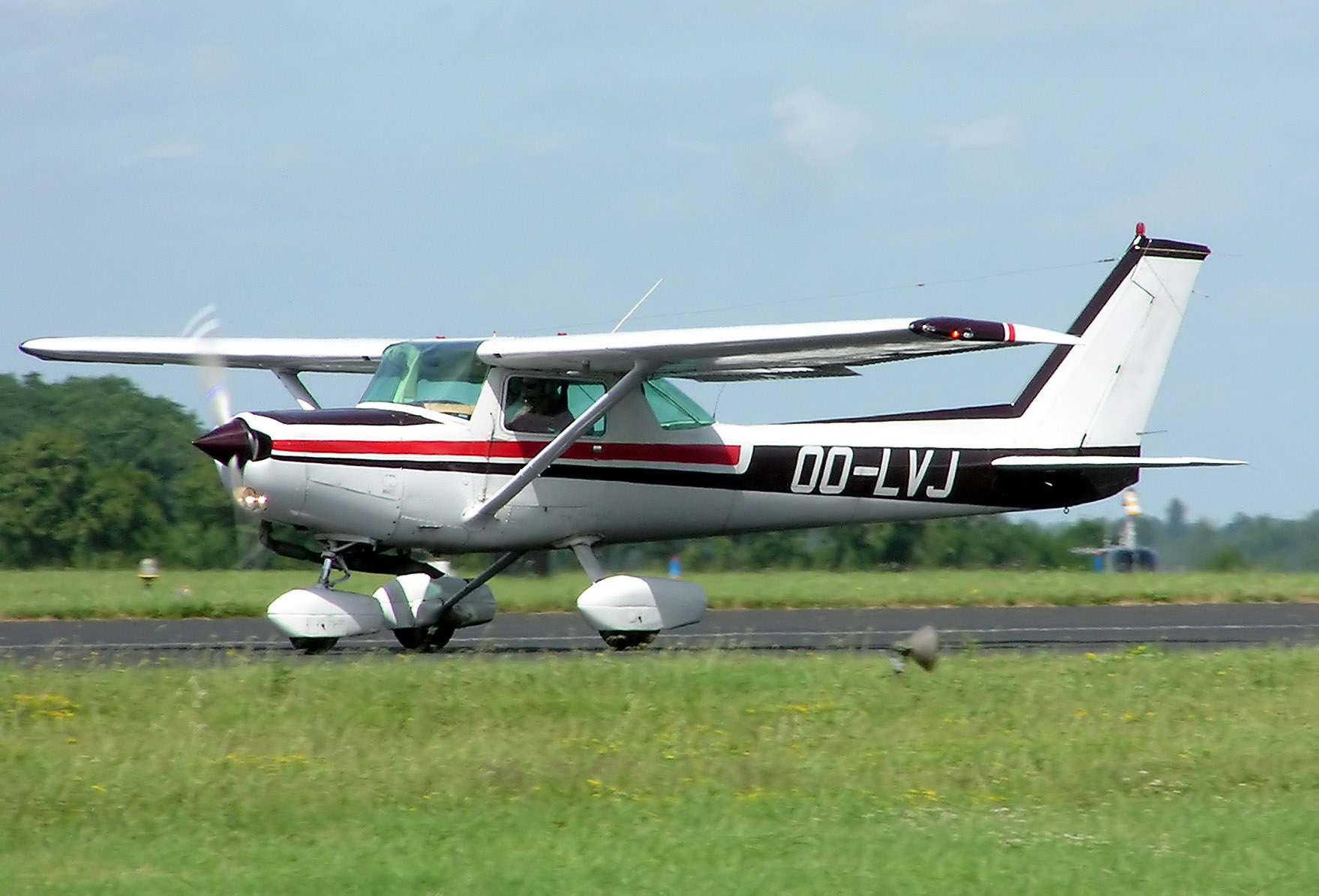
Uno dei più famosi aerei da addestramento civile, il Cessna 152

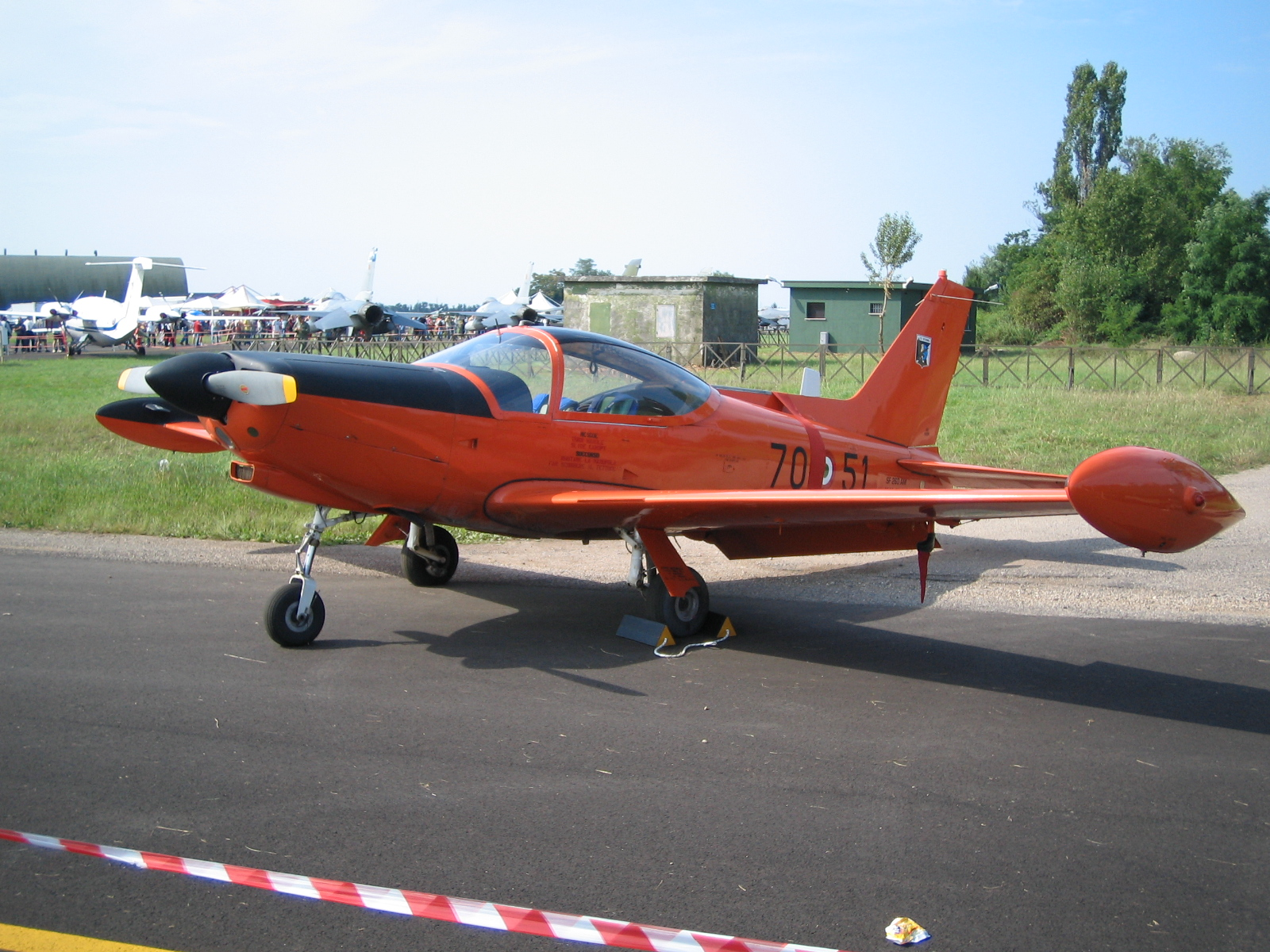
L'addestratore basico militare dell'Aeronautica Militare Italiana, il SIAI-Marchetti SF-260

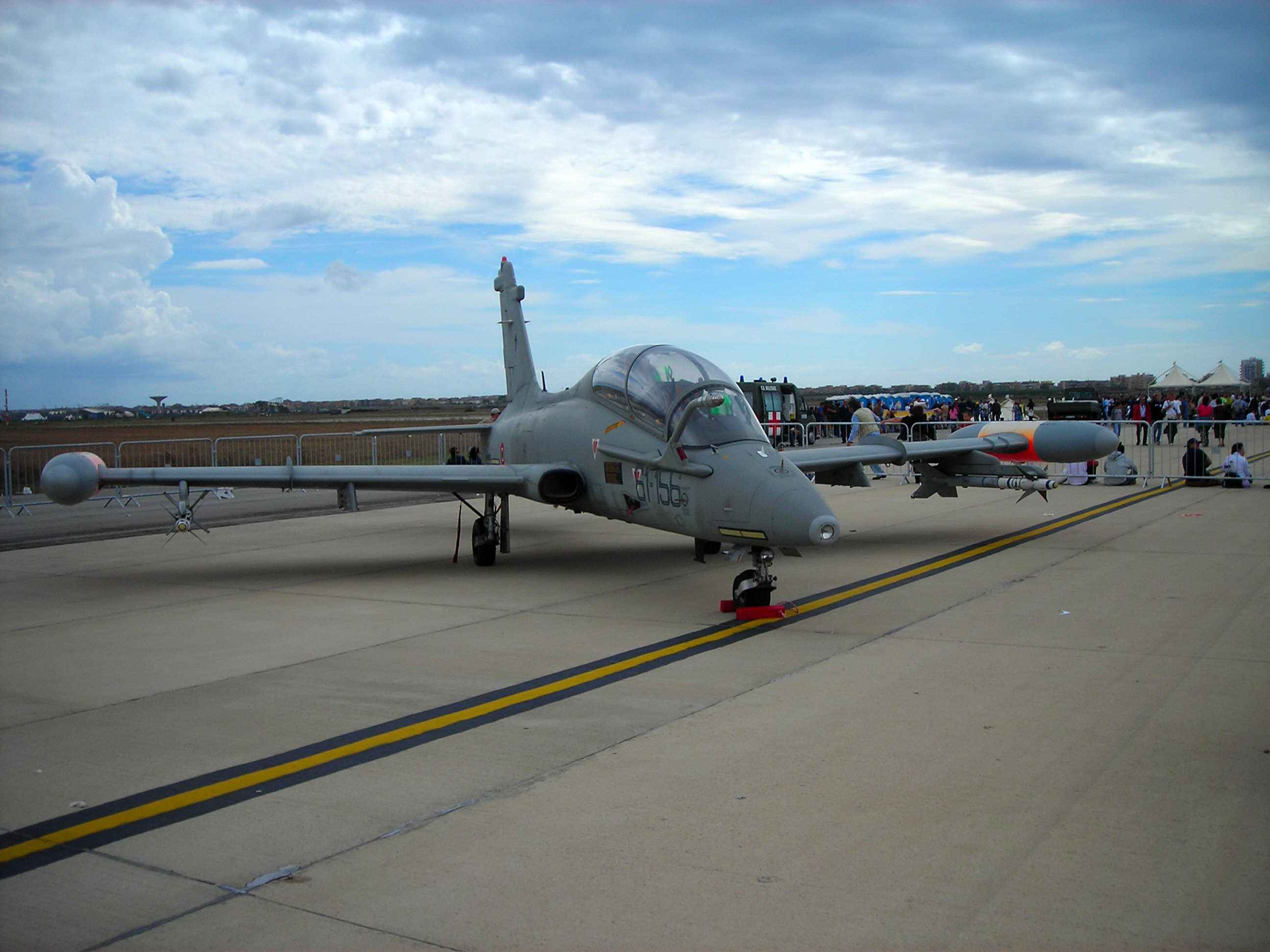
L'addestratore avanzato Aermacchi MB-339CD

Un aereo da addestramento, detto anche addestratore, è un aereo usato per insegnare le tecniche di volo, di navigazione o, nel caso militare, di uso delle armi agli equipaggi di volo.
Molto lavoro di addestramento viene anche effettuato con i simulatori di volo professionali, che permettono di aumentare l'esperienza del personale navigante senza il minimo rischio per la propria incolumità.

## Civili
I piloti civili vengono normalmente addestrati su piccoli aerei biposto o quadriposto; questi aerei possono essere piccoli aerei da turismo appositamente modificati per fare in modo che l'istruttore di volo possa imporre le sue condizioni di volo. 
Anche alcune aeronautiche militari affidano l'addestramento basico dei propri piloti a compagnie private, oppure vengono addestrati da istruttori militari ma a bordo di velivoli forniti e curati nella manutenzione da aziende private. 
Dopo l'addestramento basico, gli aerei da addestramento usati sono via via più complessi, ma solitamente si tratta di modelli da addestramento di aerei già operativi. 

## Militari

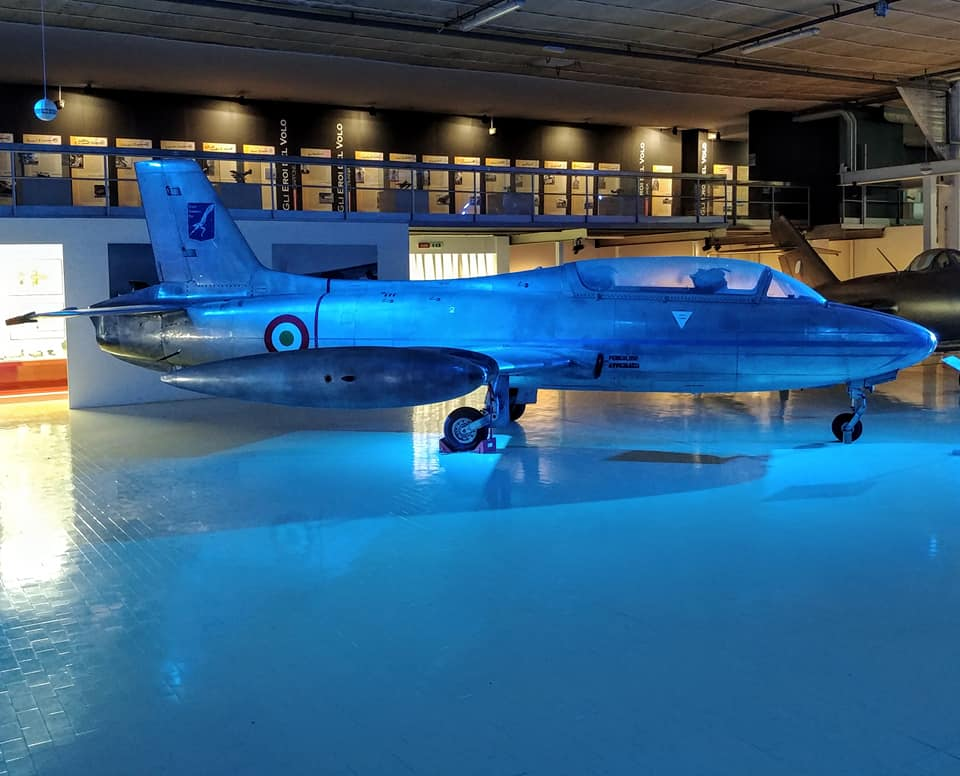
Addestratore MB-326 esposto al Parco e Museo di Volandia.

Gli addestratori militari possono essere divisi in due categorie: addestratore basico e addestratore avanzato. 
Gli addestratori basici sono gli aerei con i quali gli allievi piloti militari hanno il primo contatto con il velivolo e con il volo. 
Di solito si tratta di piccoli aerei da addestramento simili a quelli impiegati in ambito civile: ad esempio l'Aeronautica Militare addestra i propri piloti partendo dal SIAI-Marchetti SF-260, un piccolo aereo monomotore con spiccate doti acrobatiche. In questa fase dell'addestramento di un pilota militare, infatti, oltre ai fondamenti del volo vengono anche insegnate le prime manovre acrobatiche, e quindi un addestratore basico deve essere certificato per eseguirle. 
Nella fase successiva del proprio iter di formazione, i piloti vengono addestrati sugli addestratori avanzati, aerei con motore a getto, solitamente molto agili, con velocità subsonica e con sistemi in grado di simulare l'impiego delle armi in dotazione alle forze armate. In Italia questa fase viene condotta sull'Aermacchi MB-339. 
In molti casi gli aerei da addestramento avanzato sono in grado di svolgere sia compiti di addestramento che compiti di attacco al suolo o di ricognizione. Per le aviazioni minori, questa capacità di "doppio ruolo" permette di risparmiare parecchio sui costi. 
Una minoranza di aerei da addestramento militare, come il Vickers Varsity o il Boeing T-43 (versione militare del Boeing 737), è ricavata da aerei da trasporto e viene impiegata per addestrare contemporaneamente molti navigatori. Visto che l'addestramento da navigatore avviene utilizzando solo gli strumenti di volo, gli allievi non hanno bisogno di avere una visuale esterna e vengono sistemati davanti alle consolle all'interno dell'aereo. In modo simile vengono anche addestrati gli operatori degli AWACS, eventualmente in aerei operativi ma durante voli di addestramento. 
Mentre inizialmente gli aerei venivano progettati esclusivamente per compiti di addestramento, nel ventunesimo secolo vengono pensati sin dall'inizio per essere sia addestratori che aerei da attacco al suolo. 

### Pattuglie acrobatiche
Molti aerei da addestramento sono diventati famosi per essere impiegati nelle pattuglie acrobatiche nazionali. Vengono scelti proprio questi aerei perché solitamente sono veloci (ma subsonici), agili e molto affidabili, oltre al fatto che sono parecchio collaudati grazie alle migliaia di ore di volo di addestramento. Inoltre un altro vantaggio è che tutti i piloti militari sono abilitati su questi velivoli, proprio perché sono parte fondamentale dell'iter di addestramento: in questo modo non vengono a crearsi problemi di conoscenza del mezzo tra i membri della pattuglia. 
Le uniche modifiche che vengono fatte per l'uso acrobatico sono quelle relative all'utilizzo dei fumi colorati: per il resto la struttura e l'avionica è la stessa dei normali aerei da addestramento.

## Alcuni velivoli militari moderni
- AIDC T-5 Brave Eagle
- FMA IA-63 Pampa
- Hongdu L-15 Lie Ying
- / Hongdu JL-8
- Aero L-39NG
- Aero L-159 ALCA
- CASA C-101 Aviojet
- EADS Mako HEAT
- / Dassault-Dornier Alpha Jet
- BAE Hawk
- Aermacchi MB-339 / Aermacchi M-345 / Alenia Aermacchi M-346 Master
- Mitsubishi T-2
- Kawasaki T-4
- / KAI T-50 Golden Eagle
- PZL I-22 Iryda
- Yakovlev Yak-130
- Mikoyan-Gurevich MiG-AT
- HAL HJT-36 Sitara
- Northrop T-38 Talon
- McDonnell Douglas-BAe T-45 Goshawk
- Boeing T-7 Red Hawk
- Soko G-4 Super Galeb